# Gouvernance de l'éducation
 (juin 2018).
Si vous disposez d'ouvrages ou d'articles de référence ou si vous connaissez des sites web de qualité traitant du thème abordé ici, merci de compléter l'article en donnant les références utiles à sa vérifiabilité et en les liant à la section « Notes et références ».
 (juin 2018).
- Si vous ne connaissez pas le sujet, laissez ce bandeau (vous pouvez alors contacter les auteurs).
- Si vous supprimez le contenu mis en cause (vous pouvez préalablement contacter les auteurs),

argumentez précisément cette suppression dans la page de discussion
(un manque de référence n'est pas un argument ; une recherche réelle de référence doit avoir été effectuée, être formellement documentée).
La gouvernance de l’éducation désigne les modalités de conception, de fonctionnement, de production, de régulation, de contrôle et d’évaluation du service public d’éducation qui sont mises en œuvre au travers de l’ensemble des délégations de service public que l’État accorde à des entités publiques qui sont chacune responsable de leurs missions sur leur périmètre d’intervention.
Il s’agit de définir les différentes entités (établissements scolaires, organes hiérarchiques, organes fonctionnels) en indiquant les rôles et les missions de chacun ainsi que les modalités d’allocation des moyens, d’échanges, de contrôle et d’évaluation. « Le choix des modalités de gouvernance est le fait de l’autorité centrale qui définit comment exercer son gouvernement sur les établissements scolaires : comment fixer le cap, comment élaborer la stratégie éducative, comment donner l’autonomie de décisions pédagogiques aux différentes entités, comment s’assurer que les décisions prises sont pertinentes et vont dans le sens d’une plus grande réussite des élèves ? ».

## Évolution
L’évolution de la gouvernance d’un système éducatif se fait généralement dans le sens d’une plus grande performance, c’est-à-dire d’une plus grande pertinence (chaque décision doit se faire à l’échelon le plus pertinent), d’une plus grande efficacité (la gouvernance doit conduire à une amélioration des pratiques professionnelles au service de la réussite des élèves) et d’une plus grande équité (les réponses pédagogiques doivent être adaptées pour tous les élèves). 
La grande majorité des systèmes éducatifs a engagé des réformes qui visent à passer d’une gouvernance centralisée qui fonctionne sur le mode de l’administration des établissements scolaires à une gouvernance décentralisée qui repose sur le management des établissements scolaires. Deux tendances se dessinent dans l’évolution des modèles de gouvernance : le modèle de l’État évaluateur et le modèle du quasi-marché,. Dans le modèle de l’État évaluateur, l’autonomie des établissements scolaires s’accompagne d’un renforcement de la régulation publique. L’État fixe le cadre de l’autonomie en définissant les objectifs stratégiques nationaux et renforce les modalités d’évaluation des établissements scolaires. Le passage d’une gouvernance administrée à une gouvernance managée fait évoluer le rôle du niveau central de celui de concepteur/préconisateur/contrôleur à celui de stratège/facilitateur/évaluateur.
Le modèle du quasi-marché repose sur une régulation par le marché en accordant la liberté de choix aux familles et en favorisant la concurrence entre les établissements scolaires. Le management opéré dans les établissements scolaires est alors plus proche du management privé que du management public.

## Stratégie éducative du système et politiques éducatives des établissements
Les choix de gouvernance des systèmes éducatifs renvoient à un dilemme de management de l’éducation : opter pour la centralisation qui garantit l’universalité du service public d’éducation et donc l’égalité des apprentissages par l’uniformisation ou favoriser l’adaptation à la diversité des publics et donc l’équité des apprentissages par l’adaptation locale. La réponse à ce dilemme dans le cadre des nouvelles gouvernances se fait par la définition de la stratégie et des politiques éducatives.
Avec le passage à une gouvernance de l’éducation décentralisée, le niveau central n’est plus celui qui élabore les politiques éducatives qui deviennent le fait des établissements. Il garde néanmoins la prérogative de la conception de la stratégie éducative qui assigne les objectifs à l’ensemble du système éducatif. Les politiques éducatives élaborées par les établissements scolaires doivent s’inscrire dans le cadre de la stratégie éducative globale. Certains auteurs montrent que la stratégie éducative des pays européens est de plus en plus définie à un niveau supranational au travers de la Méthode Ouverte de Coordination MOC qui permet un management en réseau des politiques publiques des différents états,.

## Approche par la ligne managériale
La gouvernance décentralisée cherche à favoriser l’empowerment dans les établissements scolaires, c’est-à-dire le pouvoir d’agir des enseignants. Cela nécessite une répartition du pouvoir qui est favorisée par la pratique du leadership distribué au sein des établissements scolaires. « Savoir diriger, savoir innover ne consiste pas à exercer le pouvoir, mais au contraire à rendre autrui capable de s’en emparer ». 
L’évolution de la gouvernance tend à réduire ou supprimer la technostructure et à renforcer le rôle de la ligne managériale. L’objectif est de mobiliser l’intelligence collective pour les prises de décisions à tous les niveaux du système éducatif. Une ligne managériale désigne le nombre de managers qui font le lien entre un enseignant au contact des élèves et l’échelon central. En éducation, les lignes managériales sont courtes. La ligne managériale qui relie le niveau central à un enseignant peut être constituée des managers de structure présents au niveau régional ou local, du chef d’établissement et d’un leader enseignant en posture fonctionnelle. Le dialogue de management qui s’instaure tout le long de la ligne managériale permet de mobiliser l’intelligence collective pour que les stratégies éducatives soient élaborées avec la participation de tous les échelons en favorisant les interactions entre les niveaux. Les stratégies éducatives ne sont plus diffusées par un processus descendant (top-down) mais coconstruites en tenant compte des remontées de terrain (bottom-up), ce qui permet un meilleur accompagnement par les autorités supérieures.

## Organes fonctionnels et activités de réseaux
La création d’organes fonctionnels se justifie par leur fonction au sein du système éducatif : ils sont le support d’activités qui ne peuvent pas ou ne doivent pas être prises en charge au niveau des établissements scolaires.
Les principaux organes fonctionnels sont :
- organe de support technique informatique,
- organe de production et de diffusion des supports pédagogiques,
- organe d’analyse et de prospection,
- organe juridique,
- organe d’information et de communication,
- organe de formation et de certification des enseignants,
- organe de certification des élèves,
- organe d’évaluation des établissements scolaires.

Un réseau n’est pas un organe mais un procédé de mutualisation entre pairs. La gouvernance de l’éducation favorise les activités de réseau qui sont un élément d’harmonisation des systèmes éducatifs. L’activité de réseau consiste en des rencontres entre pairs afin d’échanger sous forme d’assemblées ou d’ateliers et de mutualiser les pratiques sur des sujets préalablement définis.
Les principaux réseaux d’un système éducatif sont :
- réseaux des chefs d’établissement,
- réseaux techniques,
- réseaux des enseignants,
- réseaux climat scolaire,
- réseaux de lutte contre le décrochage scolaire,
- réseaux pédagogiques,
- réseaux de vie collégienne, lycéenne ou étudiante,
- réseaux des parents.